# Producentoverskud
Producentoverskud er et mikroøkonomisk begreb, der angiver den monetære gevinst, virksomheder har ved at fremstille og sælge varer på et marked. En virksomhed vil i mange tilfælde kunne sælge varerne til en højere pris, end det koster at fremstille dem. Forskellen på produktionsomkostningerne og salgsprisen kan opfattes som den gevinst, virksomheden har ved at være på markedet. Det samlede producentoverskud på markedet består derfor af summen af alle de enkelte virksomheders gevinster beregnet på denne måde.
Producentoverskuddet blev indført som begreb af den britiske økonom Alfred Marshall, en af pionererne indenfor neoklassisk økonomi, i hans hovedværk Principles of Economics i 1890.

## Grafisk illustration
I et udbuds-/efterspørgselsdiagram kan producentoverskuddet på et marked afgrænses som arealet mellem markedsprisen, udbudskurven og andenaksen. Det skyldes, at hvert punkt på udbudskurven kan fortolkes som omkostningen for virksomheden ved at fremstille en ekstra enhed af det pågældende gode (dvs. marginalomkostningen). Er udbudskurven en ret linje, som den ofte fremstilles i indledende økonomiundervisning, udgør producentoverskuddet en trekant, og det er dermed nemt at beregne arealet. Producentoverskuddet måles i monetære enheder (f.eks. danske kroner).

## Producentoverskud og forbrugeroverskud
Parallelt til producentoverskuddet findes begrebet forbrugeroverskud, der tilsvarende angiver den monetære gevinst, en forbruger har ved at købe den pågældende vare på markedet og forbruge den. Summen af forbruger- og producentoverskud udgør sammen med eventuelle omkostninger eller indtægter for den offentlige sektor det samlede samfundsmæssige overskud eller gevinst ved, at det pågældende marked eksisterer.

## Anvendelse
Beregninger af forbruger- og producentoverskud er en almindeligt anvendt teknik indenfor velfærdsøkonomi til at analysere virkningen på den samfundsøkonomiske effektivitet (eller efficiens) af forskellige økonomisk-politiske tiltag eller andre ændringer af markedsforholdene. Tiltag, der formindsker det samlede overskud, vil skabe en forvridning og dermed medføre en inefficiens. Omvendt vil offentlige tiltag, der forøger det samlede overskud, typisk ved at korrigere en markedsfejl, give en Pareto-forbedring.